# Osmia hesperos
Osmia hesperos är en biart som beskrevs av Sandhouse 1939. Osmia hesperos ingår i släktet murarbin, och familjen buksamlarbin.
Artens utbredningsområde är Nordamerika. Inga underarter finns listade i Catalogue of Life.